# Danny Woodburn
Danny Woodburn, né le 26 juillet 1964 à Philadelphie, en Pennsylvanie, est un acteur, humoriste et activiste américain.
Il est marié à l'actrice américaine Amy Buchwald (de) depuis 1998.

## Biographie
Danny Woodburn marquera les esprits pour son rôle de Mickey Abbott dans le sitcom à succès Seinfeld. Il est cependant apparu dans de très nombreuses séries télévisées, tels que Loïs et Clark, Alerte à Malibu, Beverly Hills 90210, Les Experts, Monk, Les Frères Scott, 
Angel et Bones. Il aura également des rôles récurrents dans Charmed, 
Conan, et  Special Unit 2.
Il milite pour la défense des droits des personnes de petite taille.

## Filmographie

### Cinéma
- 1996 : La Course au jouet (Jingle All the Way) de Brian Levant : Tony
- 1999 : Ce que je sais d'elle... d'un simple regard : Albert
- 1999 : Une fille qui a du chien : le déménageur
- 2000 : Les Pierrafeu à Rock Vegas : Little Rocko
- 2002 : Crève, Smoochy, crève ! : Angelo Pike
- 2006 : Employés modèles : Glen Ross
- 2009 : Watchmen : Les Gardiens : Big Boss
- 2010 :  Les copains fêtent Noël : Eli
- 2010 :  La mission de Chien Noël : Eli
- 2012 : Blanche-Neige (Mirror, Mirror) : Grimm
- 2012 : Bad Ass : Master Sluggy Kornnuts
- 2012 : Les Chiots Noël, la relève est arrivée (Santa Paws 2 : The Santa Pups) : Eli
- 2014 : Ninja Turtles (Teenage Mutant Ninja Turtles) : Splinter
- 2016 : Ninja Turtles 2 (Teenage Mutant Ninja Turtles: Out of the Shadows) : Splinter
- 2016 : 2 Lava 2 Lantula ! : Arni

### Télévision
- 1994-1998 : Seinfeld : Mickey
- 1997-1998 : Conan : Otli
- 2001-2002 : Special Unit 2 : Carl
- 2002 : Charmed (saison 5 épisode 3) : un nain
- 2003 : Charmed (saison 6 épisode 8) : un nain
- 2005 : Les frères Scott (saison 3 épisode 9) : Marty
- 2006-2014 : Bones : Alex Radziwill (3 épisodes : 02x06 / 08x18 / 10x06)
- 2007 : Monk (saison 5, épisode 13) : Willie
- 2007-2008 : Passions : Demon
- 2010 : Les copains fêtent Noël : Eli
- 2010 : La Mission de Chien Noël : Eli
- 2010 : ICarly : Mitch (épisode 6, saison 2)
- 2012-2013 : Crash & Bernstein : M. Poulos
- 2023 : How to Be a Bookie : Petey